# 李應和
李應和（1454年—？年），字純元，四川順慶府大竹縣人，民籍，治《詩經》，明朝政治人物。

## 生平
四川鄉試第六名舉人。弘治三年（1490年）中式庚戌科三甲第五十九名進士。

## 家族
曾祖李進德；祖父李斌；父李思智，母鄧氏。